# Старосільська сільська рада (Лугинський район)
Старосільська сільська рада (до 1946 року — Старомакаківська сільська рада) — колишня адміністративно-територіальна одиниця та орган місцевого самоврядування у Лугинському і Олевському районах Київської й Житомирської областей Української РСР та України з адміністративним центром у с. Старосілля.

## Населені пункти
Сільській раді були підпорядковані населені пункти:
- с. Старосілля
- с. Нова Рудня
- с. Нові Новаки
- с. Новосілка

## Населення
Відповідно до результатів перепису населення СРСР, кількість населення ради станом на 12 січня 1989 року становила 622 особи.
Станом на 5 грудня 2001 року, відповідно до перепису населення України, кількість мешканців сільської ради становила 505 осіб.

## Склад ради
Рада складалася з 14 депутатів та голови.

### Керівний склад сільської ради
| ПІБ                              | Основні відомості                                                                       | Дата обрання | Дата звільнення |
| -------------------------------- | --------------------------------------------------------------------------------------- | ------------ | --------------- |
| Медведська Людмила Костянтинівна | Сільський голова, 1962 року народження, освіта, член Комуністичної партії України       | 26.03.2006   | 31.10.2010      |
| Медведська Людмила Костянтинівна | Сільський голова, 1962 року народження, освіта середня спеціальна, член народної партії | 31.10.2010   | 27.05.2012      |
| Сенчило Анатолій Костянтинович   | Сільський голова, 1975 року народження, освіта незакінчена вища, безпартійний           | 27.05.2012   |                 |

Примітка: таблиця складена за даними джерела

## Історія
Створена 1936 року як Старомакаківська сільська рада, в складі сіл Макаківка (згодом — Старосілля), Нова Макаківка (згодом — Новосілка) та Рудня-Макаківська (згодом — Нова Рудня) Степанівської сільської ради Лугинського району Київської області.
7 червня 1946 року, відповідно до указу Президії Верховної ради Української РСР «Про збереження історичних найменувань та уточнення і впорядкування існуючих назв сільрад і населених пунктів Житомирської області», сільську раду перейменовано на Старосільську через перейменування її адміністративного центру на с. Старосілля.
Станом на 1 вересня 1946 року сільська рада входила до складу Лугинського району Житомирської області, на обліку в раді перебували села Нова Рудня, Новосілки та Старосілля.
2 вересня 1954 року, відповідно до рішення Житомирського облвиконкому № 1087 «Про перечислення населених пунктів в межах районів Житомирської області», підпорядковано с. Нові Новаки Степанівської сільської ради Лугинського району.
На 1 січня 1972 року сільська рада входила до складу Лугинського району Житомирської області, на обліку в раді перебували села Нова Рудня, Нові Новаки, Новосілки та Старосілля.
У 2018 році територію та населені пункти ради приєднано до складу Лугинської селищної територіальної громади Лугинського району Житомирської області.
Входила до складу Лугинського (1936 р., 8.12.1966 р.) та Олевського (20.12.1962 р.) районів.